# Acacia lophantha
Acacia lophantha é uma espécie de leguminosa do gênero Acacia, pertencente à família Fabaceae.